# Джордж Гілл'ярд
Джордж Гілл'ярд (англ. George Hillyard; 6 лютого 1864 — 24 березня 1943) — колишній британський тенісист.
Здобув 20 одиночних титулів.
Найвищим досягненням на турнірах Великого шолома були фінали в парному розряді.

## Фінали турнірів Великого шолома

### Парний розряд (2 поразки)
| Результат | Рік  | Турнір                    | Партнер     | Суперники                   | Рахунок                 |
| --------- | ---- | ------------------------- | ----------- | --------------------------- | ----------------------- |
| Поразка   | 1889 | Вімблдонський турнір 1889 | Ернес Льюїс | Ернест Реншоу Вільям Реншоу | 4–6, 4–6, 6–3, 6–0, 1–6 |
| Поразка   | 1890 | Вімблдонський турнір 1890 | Ернес Льюїс | Джошуа Пім Френк Стокер     | 0–6, 5–7, 4–6           |